# Carmen Lundy
Carmen Latretta Lundy  (* 1. November 1954 in Miami, Florida, USA) ist eine US-amerikanische Jazzmusikerin (Gesang, Komposition) und Schauspielerin.

## Leben und Wirken
Lundy sang als Heranwachsende in Gospelchören und Rhythm-&-Blues-Bands. An der University of Miami studierte sie zunächst klassischen Gesang, dann bis 1978 Komposition und Jazztheorie. Anschließend zog sie nach New York City, wo sie zunächst bei der Thad Jones/Mel Lewis Big Band und bei Ray Barretto sang. In einer Broadway-Inszenierung spielte sie Billie Holiday und besuchte wenig später mit der Show „Sophisticated Ladies“ Europa. Ab 1980 leitete sie eigene Gruppen, in denen u. a. John Hicks, Fred Wesley, Cedar Walton, Walter Bishop und ihr Bruder, Curtis Lundy, spielten. Bereits ihr Debütalbum Good Morning Kiss (1985) kam im Billboard-Poll (Umfrage) unter die Top Ten im Jazzbereich. Es folgten Tourneen und Festivalauftritte in Europa. Auf den nächsten Alben spielten u. a. Kenny Kirkland, Kevin Eubanks, Chico Freeman, Bob Mintzer, Randy Brecker und Harry Whitaker. Weiterhin ist sie auf einigen Alben von Dino Betti van der Noot und Kip Hanrahan zu hören und hat mit Don Pullen, Marian McPartland, Ernie Watts und Bobby Watson zusammengearbeitet. 2006 wirkte sie als Gastvokalistin bei Geri Allens Album Timeless Portraits and Dreams mit. 
Lundys Album Modern Ancestors ist in der Kategorie Best Jazz Vocal Album für einen Grammy bei den am 14. März 2021 stattfindenden Grammy Awards nominiert. Auch ihr Album Fade to Black erhielt eine Nominierung für die Grammy Awards 2023.
Lundy arbeitet außerdem als Schauspielerin und Malerin und unterrichtet an US-Hochschulen.

## Diskographische Hinweise
- Good Morning Kiss (1986)
- Moment to Moment (Arabesque, 1991)
- Self Portrait (JVC, 1994)
- Old Devil Moon (JVC, 1997)
- Something to Believe In (Justin Time Records, 2003)
- Jazz and the New Songbook: Live at the Madrid (Afrasia, 2005)
- Come Home (Afrasia, 2007)
- Solamente (Afrasia, 2009)
- Changes (Afrasia, 2012)
- Soul to Soul (Afrasia, 2014)
- Code Noir (Afrasia, 2017)
- Modern Ancestors (Afrasia, 2019)
- Jazz Deluxe (Bundlebeats / Sonoton Music, 2021)

## Lexikalische Einträge
- Leonard Feather, Ira Gitler: The Biographical Encyclopedia of Jazz. Oxford University Press, New York 1999, ISBN 0-19-532000-X.
- Martin Kunzler: Jazz-Lexikon. Band 1: A–L (= rororo-Sachbuch. Bd. 16512). 2. Auflage. Rowohlt, Reinbek bei Hamburg 2004, ISBN 3-499-16512-0.